# Peruviaanse algemene verkiezingen 1962
De Peruviaanse algemene verkiezingen in 1962 vonden plaats op 10 juni.
Víctor Raúl Haya de la Torre van de Amerikaanse Populaire Revolutionaire Alliantie (APRA) won de verkiezingen met 33% van de stemmen, wat minder is dan de vereiste 50% die de grondwet van Peru voorschrijft om President van Peru te worden. De Peruviaanse krijgsmacht, die een groot tegenstander was van Haya, beweerde dat er in sommige districten verkiezingsfraude had plaatsgevonden en reageerde met een staatsgreep op 18 juli onder leiding van Ricardo Pérez Godoy. Hierna werden nieuwe verkiezingen voor 1963 uitgeschreven.

## Uitslag presidentsverkiezingen
| Kandidaat                    | Alliantie/partij                               | Stemmen   | %    |
| ---------------------------- | ---------------------------------------------- | --------- | ---- |
| Víctor Raúl Haya de la Torre | Amerikaanse Populaire Revolutionaire Alliantie | 557.007   | 33,0 |
| Fernando Belaúnde Terry      | Actie van het Volk                             | 544.180   | 32,2 |
| Manuel A, Odría              | Odriïstische Nationale Unie                    | 480.378   | 28,4 |
| Héctor Cornejo Chávez        | Christendemocratische Partij                   | 48.792    | 2,9  |
| César Pando Egúsquiza        | Nationaal Bevrijdingsfront                     | 33.341    | 2,0  |
| Luciano Castillo Colonna     | Socialistische Partij                          | 16.658    | 1,0  |
| Alberto Ruiz Eldredge        | Progressieve Sociale Beweging                  | 9.202     | 0,5  |
| Ongeldige stemmen            | Ongeldige stemmen                              | 279.730   | -    |
| Totaal                       | Totaal                                         | 1.969.288 | 100  |
| Geregistreerde kiezers       | Geregistreerde kiezers                         | 2.221.288 | 88,6 |